# Christopher Friedenreich Hage
Christopher Friedenreich Hage (19 juillet 1759 - 15 août 1849), est un marchand danois établi à Stege sur l'île de Møn. Il est le père d'Alfred Hage, de Johannes Dam Hage, de Hother Hage et de la peintre Bolette Puggaard.

## Biographie
Hage est né en 1759, à Stege, fils de Johannes Jensen Hage et de Bodil Margrethe Friedenreich. D'une ancienne famille hollandaise de commerçants, établie sur l'île depuis de nombreuses générations, il a suivi les traces de son père et devint lui-même un marchand prospère. Il a notamment construit la Maison Hage à Stege en 1796, et ultérieurement habité à Empiregaard, où se trouve de nos jours le musée historique de la ville. Ses quatre frères étaient aussi des commerçants notoires, et notamment Jens Friedenreich Hage, établi dans les Antilles danoises. Les sources contemporaines décrivent Christopher Friedenreich Hage comme un homme légèrement excentrique, mais généreux et attachant.
Il épousa Arnette Christiane, née Just, avec qui il eut dix enfants dont plusieurs ont joué un rôle important au Danemark, en politique comme dans le commerce. Ses fils Alfred Hage (1803-1872) et Christopher Theodor Friedenreich Hage (1819-1872) firent fortune dans les affaires mais étaient également actifs politiquement. Son fils Johannes Dam Hage (1800-1837) sera fondateur et éditeur du journal Fædrelandet et l'un des principaux initiateurs de la transformation du Danemark en une monarchie constitutionnelle, et son fils Hother Hage (1816-1873) jouera aussi un rôle politique de premier plan dans l’établissement d’une démocratie libérale au Danemark. Plusieurs de ses petits-enfants exerceront également des fonctions politiques et ministérielles diverses au Danemark.
Sa fille Bolette Hage (1798-1847), peintre paysagiste, épousa l’armateur et marchand Hans Puggaard (1788-1866), et ils auront une activité de mécénat importante en faveur des peintres et artistes de l’âge d’or danois.
Christopher Friedenreich Hage a fait l'objet de divers portraits par Wilhelm Marstrand et par Christian Albrecht Jensen.